# Landgericht Neisse
Das Landgericht Neisse war ein preußisches Gericht der ordentlichen Gerichtsbarkeit im Bezirk des Oberlandesgerichtes Breslau mit Sitz in Neisse.

## Vorgeschichte
Im Jahre 1849 wurden in Preußen Appellationsgerichte gebildet, denen Kreisgerichte nachgeordnet waren, die für jeweils einen Landkreis als erstinstanzliche Gerichte dienten. In Ratibor entstand damit das Appellationsgericht Ratibor mit 16 zugeordneten Kreisgerichten, darunter das Kreisgericht Neisse sowie das Schwurgericht Neisse.

## Geschichte
Das königlich-preußische Landgericht Neisse wurde mit Wirkung zum 1. Oktober 1879 als eines von 14 Landgerichten im Bezirk des Oberlandesgerichtes Breslau gebildet. Der Sitz des Gerichtes war Neisse. Das Landgericht war danach für den Landkreis Neisse, den größten Teil der Landkreise Falkenberg und Neustadt O.S. und einen Teil des Landkreises Grottkau zuständig. Ihm waren folgende Amtsgerichte zugeordnet:
| Amtsgericht                | Sitz                       | Bezirk |
| -------------------------- | -------------------------- | --- |
| Amtsgericht Falkenberg     | Falkenberg                 | Kreis Falkenberg, ohne die Teile, die den Amtsgerichten Friedland und Löwen zugeordnet waren |
| Amtsgericht Friedland O.S. | Friedland in Oberschlesien | aus dem Kreis Falkenberg der Stadtbezirk Friedland und die Amtsbezirke Schloss Friedland, Roßdorf, Puschine, Klein Schnellendorf und Wiersbel; aus dem Kreis Neustadt die Amtsbezirke Ringwitz, Schelitz I und Schelitz (Königliche Forsten) sowie den Gemeindebezirk Grabine aus dem Amtsbezirk Zülz |
| Amtsgericht Neisse         | Neisse                     | der Kreis Neisse, ohne den Teil, der den Amtsgerichten Ottmachau, Patschkau und Ziegenhals zugeordnet war; aus dem Kreis Grottkau die Amtsbezirke Hennersdorf, Mogwitz, Petersheide und Seiffersdorf bei Ottmachau                                                                                    |
| Amtsgericht Neustadt O.S.  | Neustadt O.S.              | der Kreis Neustadt, ohne den Teil, der den Amtsgerichten Friedland, Krappitz und Oberglogau zugeordnet war |
| Amtsgericht Oberglogau     | Oberglogau                 | aus dem Kreis Neustadt der Stadtbezirk Oberglogau und die Amtsbezirke Broschütz, Friedersdorf, Schloss Oberglogau I, Oberglogau II, Deutsch Müllmen, Deutsch Rasselwitz, Klein Strehlitz, Twardawa und Walzen sowie große Teile der Amtsbezirke Kujau und Stiebendorf                                 |
| Amtsgericht Ottmachau      | Ottmachau                  | aus dem Kreis Grottkau der Stadtbezirk Ottmachnau und die Amtsbezirke Ellguth, Gauers, Gläsendorf, Johnsdorf, Kammig, Klodebach, Lindenau, Klein Mahlendorf, Woitz und Zedlitz; aus dem Kreis Neisse die Amtsbezirke Rathmannsdorf und Schwammelwitz sowie Teile des Amtsbezirks Kalkau               |
| Amtsgericht Patschkau      | Patschkau                  | aus dem Kreis Neisse der Stadtbezirk Patschkau und die Amtsbezirke Gesäß und Patschkau |
| Amtsgericht Ziegenhals     | Ziegenhals                 | aus dem Kreis Neisse der Stadtbezirk Ziegenhals und die Amtsbezirke Arnoldsdorf, Borkendorf, Giersdorf, Dürr Kunzendorf, Langendorf, Neuwalde, Schönwalde, Deutsch Wette und Ziegenhals |

Der Landgerichtsbezirk hatte 1888 zusammen 233.373 Einwohner. Am Gericht waren ein Präsident, ein Direktor und sieben Richter tätig. Beim Amtsgericht Neustadt O.S. bestand eine Strafkammer für die Amtsgerichtsbezirke Neustadt O.S. und Ober-Glogau. Zum 1. April 1941 wurden die Landgerichtsbezirke Beuthen-Kattowitz, Bielitz, Gleiwitz, Neisse, Oppeln, Ratibor und Teschen dem neugeschaffenen Oberlandesgericht Kattowitz zugeschlagen.
Im Jahre 1945 wurden der Landgerichtsbezirk unter polnische Verwaltung gestellt und die deutschen Einwohner vertrieben. Damit endete auch die Geschichte des Landgerichtes Neisse.